# Filippo Giuseppe Perconti
Filippo Giuseppe Perconti (Palermo, 10 luglio 1987) è un politico italiano.

## Biografia
Nato a Palermo, vive a Bivona. Dopo la maturità classica si iscrive alla facoltà di Giurisprudenza presso l'Università degli Studi di Palermo, ma non termina gli studi per impegni di lavoro.
È socio fondatore di società operanti nel campo della postalizzazione e della ristorazione.

## Attività politica
Inizia la propria attività politica nel Movimento per l'Autonomia, di cui è stato responsabile giovanile della Sicilia.
Dal 2013 è attivista del Movimento 5 Stelle.
Alle elezioni politiche del 2018 è eletto deputato per il Movimento 5 Stelle nel collegio plurinominale Sicilia 1 - 03. Durante la XVIII Legislatura è stato membro della III Commissione affari esteri e comunicazioni e della X Commissione attività produttive, nonché del Comitato Schengen, all'interno del quale è stato capogruppo del M5S.
Alle elezioni politiche del 2022 è ricandidato alla Camera per il Movimento 5 Stelle nel collegio uninominale Sicilia 1 - 05 (Agrigento), ottenendo il 29,28% e venendo superato da Calogero Pisano del centrodestra (37,83%), e in seconda posizione nel collegio plurinominale Sicilia 1 - 02, risultando il primo dei non eletti. 